# Droga wojewódzka 414
Die Droga wojewódzka 414 (DW 414) ist eine polnische Woiwodschaftsstraße, die in Nord-Süd-Richtung die Woiwodschaft Opole durchzieht. Sie verbindet die Landesstraße 40 (DK 40) und die DK 41 bei Prudnik (Neustadt) mit der DK 46 und DK 94 bei Wrzoski (Wreske). Dazwischen kreuzt sie die DK 45 bei Oppeln und die Woiwodschaftsstraßen DW 409 und die bei Dębina (Dambine), die DW 407 bei Łącznik (Lonschnik), die DW 413 bei Ligota Prószkowska (Ellguth Proskau), die DW 428 und die DW 429 bei Prószków (Proskau) und die DW 435 bei Oppeln.
Die Straße durchfährt drei Powiate: den Powiat Prudnicki (Powiat Neustadt), den Powiat Krapkowicki (Powiat Krappitz) und den Powiat Opolski (Powiat Oppeln). Die Gesamtlänge der DW 414 beträgt 54 Kilometer.

## Streckenverlauf
Woiwodschaft Opole:
Powiat Prudnicki (Kreis Neustadt):
- Prudnik (Neustadt)
- Lubrza (Leuber)
- Prężynka (Klein Pramsen)
- Biała (Zülz)
- Krobusz (Krobusch)
- Dębina (Dambine)
- Chrzelice (Schelitz)

Powiat Krapkowicki (Kreis Krappitz)
Powiat Opolski (Kreis Oppeln)
- Ligota Prószkowska (Ellguth Proskau)
- Przysiecz (Przyschetz)
- Prószków (Proskau)
- Złotniki (Zlattnik)
- Chrząszczyce (Chrzumczütz)
- Górki (Gorek)
- Opole (Oppeln)
  - Opole-Winów (Oppeln-Winau)
  - Opole-Wójtowa Wieś (Oppeln-Vogtsdorf)
  - Opole-Szczepanowice (Oppeln-Sczepanowitz)
  - Opole-Zaodrze (Oppeln-Odervorstad)
  - Opole-Półwieś (Oppeln-Halbendorf)
  - Opole-Bierkowice (Oppeln-Birkowitz)
  - Opole-Wrzoski (Oppeln-Wreske)